# RakNet
RakNet é um middleware de rede desenvolvido por Oculus VR, Inc. para uso na indústria de video games e jogos de computador. RakNet foi originalmente escrito por Jenkins Software LLC.

## Histórico
Seu código-fonte estava disponível sem custos para jogos faturando menos de US$100mil, permitindo seu uso por desenvolvedores de jogos indies, gratuitos ou código-aberto.
Em 7 de julho de 2014, RakNet foi comprada por Oculus VR, que liberou o código-fonte para PCs sob a licença BSD com uma licença de concessão de patente.

## Sistemas operacionais suportados
- Microsoft Windows
- PlayStation 3
- PlayStation 4
- Xbox 360
- Xbox One
- Games for Windows – Live
- PlayStation Vita
- Linux
- iOS
- Android com Cygwin
- Windows CE